# Woodbine (New Jersey)
Woodbine is een plaats (borough) in de Amerikaanse staat New Jersey, en valt bestuurlijk gezien onder Cape May County.

## Demografie
Bij de volkstelling in 2000 werd het aantal inwoners vastgesteld op 2716.
In 2006 is het aantal inwoners door het United States Census Bureau geschat op 2508, een daling van 208 (-7,7%).

## Geografie
Volgens het United States Census Bureau beslaat de plaats een oppervlakte van
20,7 km², geheel bestaande uit land. Woodbine ligt op ongeveer 6 m boven zeeniveau.

## Plaatsen in de nabije omgeving
De onderstaande figuur toont nabijgelegen plaatsen in een straal van 20 km rond Woodbine.